# She Doesn’t Live Here Anymore
She Doesn’t Live Here Anymore – singel szwedzkiego duetu Roxette. Został wydany w kwietniu 1996 r. jako czwarty promujący album Don’t Bore Us, Get to the Chorus!. Piosenka została nagrana podczas sesji zespołu do płyty Crash! Boom! Bang! jednak duet uznał, że nie pasuje ona do albumu. Na singlu znajdują się także dwa remiksy przeboju The Look.

## Utwory

### CD1
- She Doesn’t Live Here Anymore
- The Look ’95 (Chaps 1995 remix)
- The Look ’95 (Rapino 7" mix)